# Anthene arnoldi
Anthene arnoldi is een vlinder uit de familie van de Lycaenidae. De wetenschappelijke naam van de soort is voor het eerst geldig gepubliceerd in 1918 door Jones.